# Klaas Lodewyck
Klaas Lodewyck (Esen, 24 maart 1988) is een voormalig Belgisch wielrenner.

## Carrière
In 2009 debuteerde Lodewyck als beroepsrenner bij Topsport Vlaanderen. Vanaf 2011 reed hij bij het Belgische Omega Pharma-Lotto, waar hij zijn grote rondedebuut maakte in de Giro d'Italia. Hij verhuisde in 2012 mee met Philippe Gilbert naar BMC Racing Team. Omwille van hartproblemen moest Lodewyck in 2015 noodgedwongen stoppen. Hierna werd Lodewyck ploegleider bij BMC, welke functie hij vanaf 2019 bij Deceuninck–Quick-Step vervult.

## Belangrijkste resultaten
2005
Omloop Het Nieuwsblad (Junioren)
2007
2e in Belgisch kampioenschap op de weg voor beloften
1e etappe Triptyque des Barrages (U23)
2e etappe Ronde de l'Oise
2009
9e in GP Fourmies
2010
4e in Omloop van het Waasland
1e in Tienen
4e in Parijs-Tours
2011
1e in Borsbeek, Stan Ockers Classic
1e in Kortemark

## Resultaten in voornaamste wedstrijden
| Jaar | Ronde van Italië | Ronde van Frankrijk | Ronde van Spanje |
| ---- | ---------------- | ------------------- | ---------------- |
| 2009 |                  |                     |                  |
| 2010 |                  |                     |                  |
| 2011 | 146e             |                     |                  |
| 2012 |                  |                     | 116e             |
| 2013 | opgave           |                     | 120e             |
| 2014 |                  |                     |                  |
| 2015 |                  |                     |                  |

| Jaar | Milaan-San Remo | Gent-Wevelgem | Ronde van Vlaanderen | Parijs-Roubaix | Amstel Gold Race | Luik-Bast.‑Luik | Parijs-Tours | Parijs-Brussel |  | WK op de weg |
| ---- | --------------- | ------------- | -------------------- | -------------- | ---------------- | --------------- | ------------ | -------------- |  | ------------ |
| 2009 |                 | 20e           |                      | opgave         |                  |                 |              | 25e            |  |              |
| 2010 |                 |               | opgave               |                |                  |                 | 4e           | 17e            |  |              |
| 2011 |                 |               | 84e                  |                | 126e             |                 |              |                |  | 63e          |
| 2012 |                 |               |                      |                | 121e             | opgave          |              |                |  |              |
| 2013 | opgave          |               | 74e                  |                | opgave           |                 |              |                |  |              |
| 2014 | 79e             | 82e           | opgave               |                |                  |                 |              |                |  |              |
| 2015 |                 |               | 86e                  |                |                  | opgave          |              |                |  |              |

## Ploegen
2008 -  Rabobank Continental Team
2009 -  Topsport Vlaanderen-Mercator
2010 -  Topsport Vlaanderen-Mercator
2011 -  Omega Pharma-Lotto
2012 -  BMC Racing Team
2013 -  BMC Racing Team
2014 -  BMC Racing Team
2015 -  BMC Racing Team
Adams ·
Aernouts ·
Beima ·
Berkhout ·
Bol ·
Boom ·
van Emden (tot 31/08) ·
van Garderen ·
Keizer ·
de Knegt ·
Kreder · 
Kruijswijk ·
Lodewyck · 
Nys (tot 09/05) ·
Popov ·
van Poppel ·
Rabou ·
Sinkeldam ·
Van Staeyen ·
van der Velde ·
Vermeltfoort ·
van Winden
Bakelants · Coenen · Criel · De Gendt · De Ketele · Goddaert · Hermans · Joseph · Keisse · Lodewyck · Maes · Mertens · Neirynck · Neyens · Nolf · Renders · Steurs · Vandewalle · Van Hecke · Vanheule · Vanmarcke · Vanspeybrouck · Debusschere (stagiair)
Armée · Baugnies · Boeckmans · Coenen · De Gendt · De Ketele · Jacobs · G.Joseph · S.Joseph · Lodewyck · Mertens · Neirynck · Neyens · Steurs · Van Hecke · Van Staeyen · Van Vooren · Vanmarcke · Vandewalle · Vanspeybrouck · Jodts (stagiair) · Serry (stagiair) · Wallays (stagiair)
Aerts · Bakelants · Blythe · Boucher · De Clercq · De Greef · Debusschere · Dehaes · Dockx · Gilbert · Greipel · Hansen · Kaisen · Lang · Lloyd · Lodewyck · Neyens · Pujol · Reynés · Roelandts · Sieberg · Van De Walle · Van den Broeck · Vandousselaere · Vanendert · Veikkanen · Willems · Van der Sande (stagiair) 
Ballan ·
Blythe · 
Bookwalter · 
Burghardt ·
Cummings ·
Eijssen · 
Evans ·
Frank · 
Gilbert  ·
Hincapie ·
Hushovd ·
Kohler ·
Lodewyck ·
Moinard ·
Morabito ·
Phinney ·
Pinotti ·
Quinziato ·
Roe ·         
Santambrogio ·
Santaromita ·
Schär ·
Tschopp ·
Van Avermaet ·
Van Garderen ·
Wyss ·
Flückiger (stagiair) ·
Warbasse (stagiair) 
Ballan · 
Blythe · 
Bookwalter · 
Burghardt · 
Cummings · 
Eijssen · 
Evans · 
Frank · 
Gilbert  · 
Hushovd · 
Kohler · 
Lander · 
Lodewyck · 
Moinard · 
Morabito · 
Nerz · 
Oss · 
Phinney · 
Pinotti · 
Quinziato · 
Santaromita · 
Schär · 
Van Avermaet · 
Van Garderen · 
Warbasse · 
Wyss · 
Dillier (stagiair) · 
Novák (stagiair) · 
Taramarcaz (stagiair) 
Atapuma · Bookwalter · Burghardt · Cummings · Dennis · Dillier · Eijssen · Evans · Gilbert · Hermans · Hushovd · Kohler · Lander · Lodewyck · Moinard · Morabito · Nerz · Oss · Phinney · Quinziato · Sánchez · Schär · Stetina · Van Avermaet · Van Garderen · Velits · Warbasse · Wyss · Zabel · Davison (stagiair) · Teuns (stagiair) · Vliegen (stagiair) 
Atapuma · Bookwalter · Burghardt · Caruso · De Marchi · Dennis · Dillier · Drucker · Evans · Flakemore · Gilbert · Hermans · Küng · Lodewyck · Moinard · Oss · Phinney · Quinziato · Rosskopf · Sánchez · Schär · Senni · Stetina · Teuns · Van Avermaet · Van Garderen · Velits · Vliegen · Wyss · Zabel · Bohli (stagiair) · Frankiny (stagiair) · Gerts (stagiair)